# Ото (Ајова)
Ото (енгл. Oto) град је у америчкој савезној држави Ајова. По попису становништва из 2010. у њему је живело 108 становника.

## Демографија
Према попису становништва из 2010. у граду је живело 108 становника, што је -37 (-25.5%) становника више него 2000. године.
| Група             | 2000.       | 2010.      |
| Белци             | 139 (95,9%) | 95 (88,0%) |
| Афроамериканци    | 0 (0,0%)    | 0 (0,0%)   |
| Азијати           | 0 (0,0%)    | 1 (0,9%)   |
| Хиспаноамериканци | 1 (0,7%)    | 10 (9,3%)  |
| Укупно            | 145         | 108        |